# Mayckel Lahdo
Mayckel Lahdo, född 30 december 2002, är en svensk fotbollsspelare som spelar för FC Nantes i Eredivisie.

## Klubblagskarriär
Mayckel Lahdos moderklubb är Arameisk-Syrianska IF. Via Djurgårdens IF kom han som 12-åring till Hammarby IF. I november 2019 skrev den 16-årige Lahdo på sitt första A-lagskontrakt med klubben.
Säsongen 2020 matchades Lahdo i IK Frej, som vid tidpunkten var samarbetsklubb till Hammarby IF. Sommaren 2020 fanns han för första gången också med i en allsvensk matchtrupp, men utan att komma till spel.
Efter att ha skrivit på ett nytt tvåårskontrakt med Hammarby IF i januari 2021 fick Lahdo också tävlingsdebutera den 20 februari 2021, då han stod för ett kortare inhopp i mötet med AFC Eskilstuna i Svenska Cupen. Senare samma år vann Hammarby IF också Svenska Cupen för första gången, men i finalen var Lahdo utanför matchtruppen.
Under säsongen varvade Lahdo spel i Hammarby IF med spel i samarbetsklubben Hammarby TFF. Den allsvenska debuten skedde den 23 september 2021 med ett inhopp i 3-0-segern mot IFK Göteborg. Senare under året gjorde han även sina första tävlingsmål för Hammarby IF när han med två sena mål sköt klubben vidare i Svenska Cupen-mötet med Hudiksvalls FF den 20 oktober.
Den 17 juni 2022 meddelade Hammarby IF att Mayckel Lahdo lämnar klubben för AZ Alkmaar. Affären landade på omkring sju miljoner kronor.

## Statistik
| Klubb              | Säsong             | Liga               | Liga    | Liga | Nationell cup | Nationell cup | Internationell cup | Internationell cup | Totalt  | Totalt |
| Klubb              | Säsong             | Division           | Matcher | Mål  | Matcher       | Mål           | Matcher            | Mål                | Matcher | Mål    |
| ------------------ | ------------------ | ------------------ | ------- | ---- | ------------- | ------------- | ------------------ | ------------------ | ------- | ------ |
| Hammarby IF        | 2020               | Allsvenskan        | 0       | 0    | 2             | 0             | —                  | —                  | 2       | 0      |
| Hammarby IF        | 2021               | Allsvenskan        | 7       | 0    | 1             | 2             | 0                  | 0                  | 8       | 2      |
| Hammarby IF        | 2022               | Allsvenskan        | 10      | 1    | –             | –             | 0                  | 0                  | 10      | 1      |
| Hammarby IF        | Totalt             | Totalt             | 17      | 1    | 3             | 2             | 0                  | 0                  | 20      | 3      |
| IK Frej (lån)      | 2020               | Norrettan          | 21      | 5    | 0             | 0             | —                  | —                  | 21      | 5      |
| Hammarby TFF       | 2021               | Norrettan          | 15      | 3    | 0             | 0             | —                  | —                  | 15      | 3      |
| Totalt i karriären | Totalt i karriären | Totalt i karriären | 53      | 9    | 3             | 2             | 0                  | 0                  | 56      | 11     |

## Meriter
Hammarby IF
- Svenska Cupen (1): 2020/2021